# Hugo Rochs
Hugo Rudolf Rochs (* 17. Juli 1849 in Spremberg; † 14. April 1934 in Berlin) war ein deutscher Mediziner.

## Leben
Hugo Rochs war ein Sohn des Oberpostsekretärs Wilhelm Rochs (1826–1865) und Ottilie, geb. Lehmann. Rochs besuchte das Gymnasium in Guben und begann im Herbst 1868 ein Studium an der Christian-Albrechts-Universität zu Kiel. Am 22. Juli 1870 trat er der Kaiserlichen Marine bei und kam zur Marine-Artillerie-Abteilung (später wechselte er zum Heer). Vom 25. April 1872 bis 1. April 1873 studierte er am Medicinisch-chirurgischen Friedrich-Wilhelms-Institut in Berlin Medizin. Am 15. März 1873 wurde er promoviert und am 21. Mai 1874 beim Infanterie-Regiment 87 zum Assistenzarzt befördert. 1876 wurde er im 1. Garde-Ulanen-Regiment Oberarzt und 1881 Stabsarzt. Am 14. Oktober 1882 wurde er als Bataillonsarzt des Infanterie-Regiments 61 an das Medicinisch-chirurgischen Friedrich-Wilhelms-Institut kommandiert und hier bis 20. April 1886 tätig.
Im Feldartillerie-Regiment 4 wurde er 1892 Oberstabsarzt und Regimentsarzt. 1893 kam er in das 2. Garde-Feldartillerie-Regiment und 1895 in das Eisenbahn-Regiment 3. Als Divisionsarzt der 25. Division wurde er 1898 zum Generaloberarzt befördert. 1901 war er Generalarzt des XVII. Armee-Korps. Später wurde er Inspekteur der 1. Sanitäts-Inspektion in Posen und schied am 10. September 1908 als Generalarzt als dem aktiven Dienst aus.
Er war Hausarzt des Grafen Alfred von Schlieffen, worüber er ein Buch schrieb. Dieses Buch erhielt Adolf Hitler am 19. Mai 1940 von Arthur Kannenberg geschenkt.
Am 26. Juni 1864 heiratete er Elisabeth Schröpffer.

## Werke (Auswahl)
- Das persönliche Verband-Material des Feld-Soldaten. In: Langenbecks Archiv für klinische Chirurgie. Band 32, 1885, S. 806 ff.
- Ueber den Einfluss des Tabaks auf die Gesundheitsverhältnisse der Tabakarbeiter. In: Vierteljahrsschrift für gerichtliche Medizin und öffentliches Sanitätswesen. Band 1, 1889, S. 105 ff.
- gemeinsam mit Ernst von Bergmann: Anleitende Vorlesungen für den Operations-Cursus an der Leiche. Hirschwald, Berlin 1892.
- gemeinsam mit Theodor Coste: Ueber traumatische Gelenk- und Hodentuberkulose. In: Veröffentlichungen aus dem Gebiet des Militär-Sanitätswesens. Heft 35, 1906, S. 1 ff.
- Aus vergangenen Tagen. Erzählungen aus dem Leben eines Obergeneralarztes. W. Röwer, Berlin 1923.
- Schlieffen. Vossische Buchhandlung, Berlin 1921.
- Medizinisch-psychologische Betrachtungen über Heerführung und feldherrliche Begabung. Nornen-Verlag, Berlin 1932.